# Розенберг-Липинский, Альберт
Альберт Розенберг-Липинский (нем. Albert Rosenberg-Lipinski; 1797, Силезия, — 1881, Бреслау) — немецкий агроном
, хозяин-практик и автор сочинений, преимущественно по сельскохозяйственным и техническим вопросам.

## Биография
Первоначально думал заняться юриспруденцией, но ввиду особого приказа (Kabinetordre) должен был вступить в военную службу, от которой, однако, освободился в 1821 г., чтобы привести в порядок расстроенное плохим предшествовавшим управлением своё родовое именье «Gutwohne». Начиная с этого времени Розенберг-Липинский окончательно посвящает себя занятию сельским хозяйством. Побуждаемый появившимися в то время в печати «Письмами» Ю. Либиха, он углубляется в изучение основ сельскохозяйственной науки, а рядом путешествий старается пополнить и расширить свои практические в этом деле познания. Благодаря своим неустанным трудам, Розенберг-Липинский совершенно преобразовал своё хозяйство и довёл его до цветущего состояния. В 1862 году, уступая настояниям своих друзей, Розенберг-Липинский издал в 2 томах сочинение — «Praktischer Ackerbau in Bezug auf rationelle Bodenkultur, nebst Vorstudien aus der Chemie» (6 изд. в 1879 г.). Этому сочинению Розенберг-Липинский обязан своей известностью как среди германских, так и среди заграничных хозяев. Оно неоднократно переводилось на многие языки, в том числе и на русский, под заглавием: «Практическое земледелие»; впрочем, издание на русском языке во многом отлично от немецкого, ввиду многих сокращений сравнительно с оригиналом и обширных дополнений, сделанных в нём переводчиком, профессором П. А. Костычевым. Кроме того, Розенберг-Липинским напечатаны книги «Die Ablösung der früheren Dreschgärtnerverhältnisse in Schlesien», «Die Grundsteuerverhältnisse in Schlesien», «Handbuch zum Verkehr mit dem schlesischen Landschaft» и некоторые другие, написанные в видах поднятия в Силезии сельскохозяйственного промысла.